# Finnischer Fußballpokal 1959
Der Finnische Fußballpokal 1959 (finnisch Suomen Cup 1959) war die fünfte Austragung des finnischen Pokalwettbewerbs. Er wurde vom finnischen Fußballverband ausgetragen. Das Finale fand am 1. November 1959 im Olympiastadion Helsinki statt. 
Pokalsieger wurde Haka Valkeakoski. Das Team setzte sich im Finale gegen Helsingfors IFK mit 4:1 durch. Titelverteidiger Kotkan Työväen Palloilijat war in der 3. Runde gegen den späteren Finalisten Helsingfors IFK ausgeschieden.
Alle Begegnungen wurden in einem Spiel ausgetragen. Bei unentschiedenem Ausgang wurde das Spiel auf des Gegners Platz wiederholt. Bis zur 3. Runde hatten unterklassige Teams Heimrecht.

## Teilnehmende Teams
Für die erste Hauptrunde waren 36 Vereine der ersten und zweiten Liga direkt qualifiziert. Dazu kamen 28 Mannschaften der dritten und vierten Liga, die nach drei Qualifikationsrunden startberechtigt waren.
| Veikkausliiga (9) | Ykkönen Süd (10) | Ykkönen West (9) | Ykkönen Nord (8) |
| --- | --- | --- | --- |
| - Gamlakarleby BK - Haka Valkeakoski - Helsingfors IFK - Helsingin Pallo-Pojat - Helsingin Palloseura - HJK Helsinki - Kuopion PS - RU-38 Pori - Turku PS | - Helsingin Ponnistus - Helsingin Toverit - Joensuun Palloseura - Kotkan Reipas - Kotkan Työväen Palloilijat - Kronohagens IF - Kuusankosken Puhti - Mikkelin Pallo-Kissat - Peli-Karhut Jalkapallo - Sudet Helsinki | - Hämeenlinnan Pallokerho - Hangö IK - Ilves-Kissat Tampere - Lahden Pallo-Miehet - Rauman Pallo - Tampereen Kisa-Toverit - Tampereen Pallo-Veikot - Turun Toverit - Turun Weikot | - IF Drott - Jakobstads BK - Karihaaran Tenho - Kuopion Elo - Kuopion Pallotoverit - Oulun Työväen Palloilijat - Tornion Pallo -47 - Vaasan PS |
| Maakuntasarja (24) | Maakuntasarja (24) | Maakuntasarja (24) | Aluesarja (4) |
| - Åbo IFK - IF Gnistan - Helsingin Ilves - Helsingin Kullervo - Kajaanin Palloseura - Kemin Into - Kokkolan Palloveikot - Kouvolan Urheilijat             | - Lappeenrannan Pallo-Toverit - Lapuan Virkiä - Mikkelin Palloilijat - Oulun Palloseura - Porin Palloilijat - Porin Pallo-Toverit - Porvoon Veikot - Riihimäen Palloseura                                            | - Rovaniemi PS - Salon Palloilijat - Seinäjoen Sisu - TaPa Tampere - Töölön Vesa - Turun Teräs - Viipurin Reipas - Warkauden Pallo -35                                            | - IF Finströmskamraterna - Lamminpään Korpi - Loviisan Tor - Mäntän Urheilijat                                                                 |

## 1. Runde
|                             | Ergebnis |                            |
| --------------------------- | -------- | -------------------------- |
| Porin Pallo-Toverit         | 3:5      | Joensuun Palloseura        |
| Kuopion Elo                 | 3:2      | Kuusankosken Puhti         |
| Peli-Karhut Jalkapallo      | 2:1      | HJK Helsinki               |
| Kajaanin Palloseura         | 1:3      | Kuopion PS                 |
| Mikkelin Palloilijat        | 2:3      | Kuopion Pallotoverit       |
| Kouvolan Urheilijat         | 1:6      | Lahden Pallo-Miehet        |
| Helsingin Kullervo          | 5:1      | Kronohagens IF             |
| Hämeenlinnan Pallokerho     | 2:4      | Helsingin Pallo-Pojat      |
| Helsingin Ilves             | 2:6      | Helsingin Toverit          |
| Lapuan Virkiä               | 02:13    | Haka Valkeakoski           |
| Kokkolan Palloveikot        | 1:4      | Karihaaran Tenho           |
| Riihimäen Palloseura        | 2:5      | Ilves-Kissat Tampere       |
| IF Gnistan                  | 3:5      | Åbo IFK                    |
| Hangö IK                    | 2:8      | Helsingin Palloseura       |
| Oulun Palloseura            | 4:1      | IF Drott                   |
| Kemin Into                  | 1:4      | Oulun Työväen Palloilijat  |
| Seinäjoen Sisu              | 2:5      | RU-38 Pori                 |
| Lamminpään Korpi            | 2:9      | Tampereen Kisa-Toverit     |
| Viipurin Reipas             | 6:3      | Helsingin Ponnistus        |
| Warkauden Pallo -35         | 3:5      | Mikkelin Pallo-Kissat      |
| Mäntän Urheilijat           | 2:7      | Vaasan PS                  |
| Jakobstads BK               | 1:3      | Gamlakarleby BK            |
| Loviisan Tor                | 2:5      | Töölön Vesa                |
| Turun Weikot                | 0:1      | Sudet Helsinki             |
| Porin Palloilijat           | 01:11    | Tampereen Pallo-Veikot     |
| Rovaniemi PS                | 0:1      | Tornion Pallo -47          |
| Turun Teräs                 | 0:4      | Rauman Pallo               |
| TaPa Tampere                | 1:2      | Turku PS                   |
| IF Finströmskamraterna      | 1:5      | Turun Toverit              |
| Salon Palloilijat           | 1:4      | Helsingfors IFK            |
| Lappeenrannan Pallo-Toverit | 0:5      | Kotkan Reipas              |
| Porvoon Veikot              | 2:5      | Kotkan Työväen Palloilijat |

## 2. Runde
|                        | Ergebnis |                            |
| ---------------------- | -------- | -------------------------- |
| Joensuun Palloseura    | 1:4      | Kuopion Elo                |
| Peli-Karhut Jalkapallo | 0:5      | Kuopion PS                 |
| Kuopion Pallotoverit   | 6:2      | Lahden Pallo-Miehet        |
| Helsingin Kullervo     | 0:5      | Helsingin Pallo-Pojat      |
| Helsingin Toverit      | 2:4      | Haka Valkeakoski           |
| Karihaaran Tenho       | 2:6      | Ilves-Kissat Tampere       |
| Åbo IFK                | 1:5      | Helsingin Palloseura       |
| Oulun Palloseura       | 0:3      | Oulun Työväen Palloilijat  |
| RU-38 Pori             | 3:0      | Tampereen Kisa-Toverit     |
| Viipurin Reipas        | 7:4      | Mikkelin Pallo-Kissat      |
| Vaasan PS              | 5:3      | Gamlakarleby BK            |
| Töölön Vesa            | 3:9      | Sudet Helsinki             |
| Tampereen Pallo-Veikot | 0:2      | Tornion Pallo -47          |
| Rauman Pallo           | 5:0      | Turku PS                   |
| Turun Toverit          | 3:5      | Helsingfors IFK            |
| Kotkan Reipas          | 2:5      | Kotkan Työväen Palloilijat |

## 3. Runde
|                      | Ergebnis |                            |
| -------------------- | -------- | -------------------------- |
| Kuopion Elo          | 0:4      | Kuopion PS                 |
| Kuopion Pallotoverit | 3:1      | Helsingin Pallo-Pojat      |
| Haka Valkeakoski     | 3:0      | Ilves-Kissat Tampere       |
| Tornion Pallo -47    | 0:3      | Rauman Pallo               |
| Vaasan PS            | 5:1      | Sudet Helsinki             |
| Helsingin Palloseura | 4:3      | Oulun Työväen Palloilijat  |
| RU-38 Pori           | 3:2      | Viipurin Reipas            |
| Helsingfors IFK      | 2:1      | Kotkan Työväen Palloilijat |

## Viertelfinale
|                  | Ergebnis |                      |
| ---------------- | -------- | -------------------- |
| Kuopion PS       | 5:0      | Kuopion Pallotoverit |
| Rauman Pallo     | 0:1      | Helsingfors IFK      |
| RU-38 Pori       | 2:1      | Vaasan PS            |
| Haka Valkeakoski | 1:0      | Helsingin Palloseura |

## Halbfinale
|            | Ergebnis |                  |
| ---------- | -------- | ---------------- |
| Kuopion PS | 0:1      | Haka Valkeakoski |
| RU-38 Pori | 2:3      | Helsingfors IFK  |

## Finale
| Paarung          | Haka Valkeakoski – Helsingfors IFK |
| Ergebnis         | 2:1 (2:0) |
| Datum            | 1. November 1959 |
| Stadion          | Olympiastadion, Helsinki |
| Zuschauer        | 4.176 |
| Tore             | 1:0 Esko Malm (15.) 2:0 Eero Nieminen (42.) 2:1 Åke Lindman (70., Elfmeter) |
| Haka Valkeakoski | Aarre Klinga – Olli Mäkinen, Antti Nieminen, Aimo Pulkkinen – Esko Valkama, Veijo Valtonen, Kalle Kinnunen – Esko Malm, Eero Nieminen, Keijo Airola, Juhani Peltonen Cheftrainer: Walter Heinonen |